# マイの魔法と家庭の日
『マイの魔法と家庭の日』（マイのまほうとかていのひ）は、富山県が企画し、ピーエーワークス（南砺市）が制作した短編アニメーション作品。略称は、まいかて。
原案は、第40回「とやま県民家庭の日」作品コンクール作文の部知事賞受賞作である「月曜日は『家庭の日』」（作者は当時富山市内の小学生）。

## 概要
富山県では毎月第3日曜を『とやま県民家庭の日』としており、それをPRするために制作された。放映時間は29分。
また、主要キャラである立海家は2011年の春の観光キャンペーンにもイメージキャラクターとして起用されている。

## ストーリー
ごく普通の家庭である立海家だったが、『家庭の日』という日を設けるも、娘のマイだけは乗り気で無かった。
しかし、母親のユキの妊娠を気に、マイの人生も大きく変わろうとしていた。

## 登場人物
立海 マイ（たつみ -）
声 - 宮本佳那子
本作の主人公。小学2年生、8歳の女の子。ニンテンドーDSを模した魔法のアイテムで家族の気持ちを理解する。
立海 光（たつみ ひかる）
声 - 松岡禎丞
マイの兄。中学1年生、13歳。
立海 守（たつみ まもる）
声 - 中村大樹
マイと光の父。製薬会社勤務、39歳。
立海 ユキ（たつみ -）
声 - 島本須美
マイと光の母。JA勤務、39歳。妊娠している。
立海 ホタル（たつみ -）
声 - 小山茉美
マイと光の祖母。65歳。
立海 雷蔵（たつみ らいぞう）
声 - 宝亀克寿
マイと光の祖父。故人。

## スタッフ
- 原案 - 清水萌子「月曜日は『家庭の日』」より
- 監督 - 吉原正行
- 脚本 - 菅正太郎
- キャラクターデザイン - 吉原正行、牧野博美
- 絵コンテ - 政木伸一、柿本広大、吉原正行
- 演出 - 柿本広大
- 作画監督 - 杉光登
- 原画作監 - 宮下雄次、岡村正弘
- 美術監督 - 竹田悠介
- 色彩設計 - 井上佳津枝
- 撮影監督 - 福士享
- 3D監督 - 山崎嘉雅
- 編集 - 黒澤雅之
- 音楽 - eufonius
- 音響監督 - 明田川仁
- プロデューサー - 堀川憲司、菊池宣広
- アニメーション制作 - P.A.WORKS
- 製作 - 富山県

## 主題歌
テーマソング
「My smile」
作詞 - riya / 作曲・編曲 - 菊地創 / 歌 - eufonius
挿入歌
「キラリクルリ」
作詞 - riya / 作曲・編曲 - 菊地創 / 歌 - eufonius

## 公開方法

### テレビ放映
| 放送地域 | 放送局             | 放送期間      | 放送日時            |
| -------- | ------------------ | ------------- | ------------------- |
| 富山県   | 富山テレビ         | 2011年2月20日 | 14時25分 - 14時55分 |
| 富山県   | 北日本放送         | 2011年2月27日 | 13時00分 - 13時30分 |
| 富山県   | チューリップテレビ | 2011年3月21日 | 15時00分 - 15時30分 |

上記のほか、2011年3月下旬に富山県内のケーブルテレビ局の内9局で放映された。

### インターネット配信
2011年3月28日より、公式サイトにてYouTubeを利用したインターネットでの配信が行われている。

### DVD配布
富山県内の保育所・幼稚園・小学校・中学校・図書館などにDVDでの配布を予定している。